# Gilbert Crispin de Tillières
Gilbert Crispin de Tillières también Gilbert de Crespyn (Latín: Giselbertus, c. 985-1045), fue un noble normando, castellano de Tillières, conde de Brionne y señor de Bec-Crespin, en Eure. Hijo de Crispin du Bec. Condestable de Roberto I de Normandía y mariscal de los ejércitos. Debidos a ciertas lagunas genealógicas, la figura de Gilbert se ha confundido entre historiadores con Gilberto de Brionne, de quien era vasallo, confundiendo esposas de hijos de uno y otro, lo que dificulta establecer linajes familiares fiables. También existe confusión entre Gilberto Crispin, abad de Westminster, con el señor de Tillières.
En 1042 Enrique I de Francia, obsesionado con sus fronteras, atacó Tillières, apoyado por una facción de otros nobles normandos enfrentados con Gilbert, y exigiendo su rendición. El castillo había sido construido por Ricardo II de Normandía en el flanco francés del río Avre. Superado por las circunstancias, Gilbert fue vencido y entregó el castillo a Enrique. Raúl de Gacé, en un contraataque recuperó el castillo y Falaise. El rey francés no quiso enfrentarse a los normandos y se retiró a París, pero reconquistando Tillières de nuevo y dejando una guarnición. El castillo fue quemado y el rey prometió no reconstruirlo durante cuatro años para evitar que fuera una amenaza.
Tras la batalla de Varaville (1057) que enfrentó de nuevo al rey Enrique con los normandos de Guillermo II de Normandía, al año siguiente, el duque de Normandía invadió tierras del rey de Francia y recapturó el castillo de Tillières (1058). Como recompensa a la fidelidad de la familia Crispin, su hijo Gilberto II también fue nombrado condestable y custodio del castillo que había sido perdido por los normandos unos años atrás, durante la minoría de edad de Guillermo II. Las tierras del ducado no volverían a ver un ejército invasor en vida de Guillermo.

## Herencia
Según algunas fuentes se casó con Gunnora d'Aunou (c. 1020-1047), una hija de Baldric de Beaugency. Fruto de esa relación nacieron varios hijos:
- Gilbert II Crispin de Tillières (c. 1026-1109).[11] Participó en la conquista normanda de Inglaterra y se distinguió en la batalla de Hastings;
- Guillermo Crespin du Bec (c. 1040-1074), señor de Neaufles (Neaufles-Saint-Martin o Neaufles-Auvergny).[12] Posiblemente padre de Gilberto Crispin, abad de Westminster;
- Milo Crispin du Bec (c. 1046-1085); señor de Chesterton y feudos de Buckinghamshire y Oxon, así como diversas posesiones por su matrimonio con Maud, una hija de Roberto d'Oyly.[1]
- Robert Crispin du Bec (c. 1040-1071);
- Emma Crispin du Bec (m. 1075), casada con Pierre de Condé, señor de Condé (c. 1030) de Hainault.

Otra hija Elise (Hesilia) Crispin (c. 1027-1086) está en la misma situación de confusión pues en algunas fuentes aparece como esposa de Guillermo Malet, pero hija de Gilberto de Brionne.